# リベルタ橋

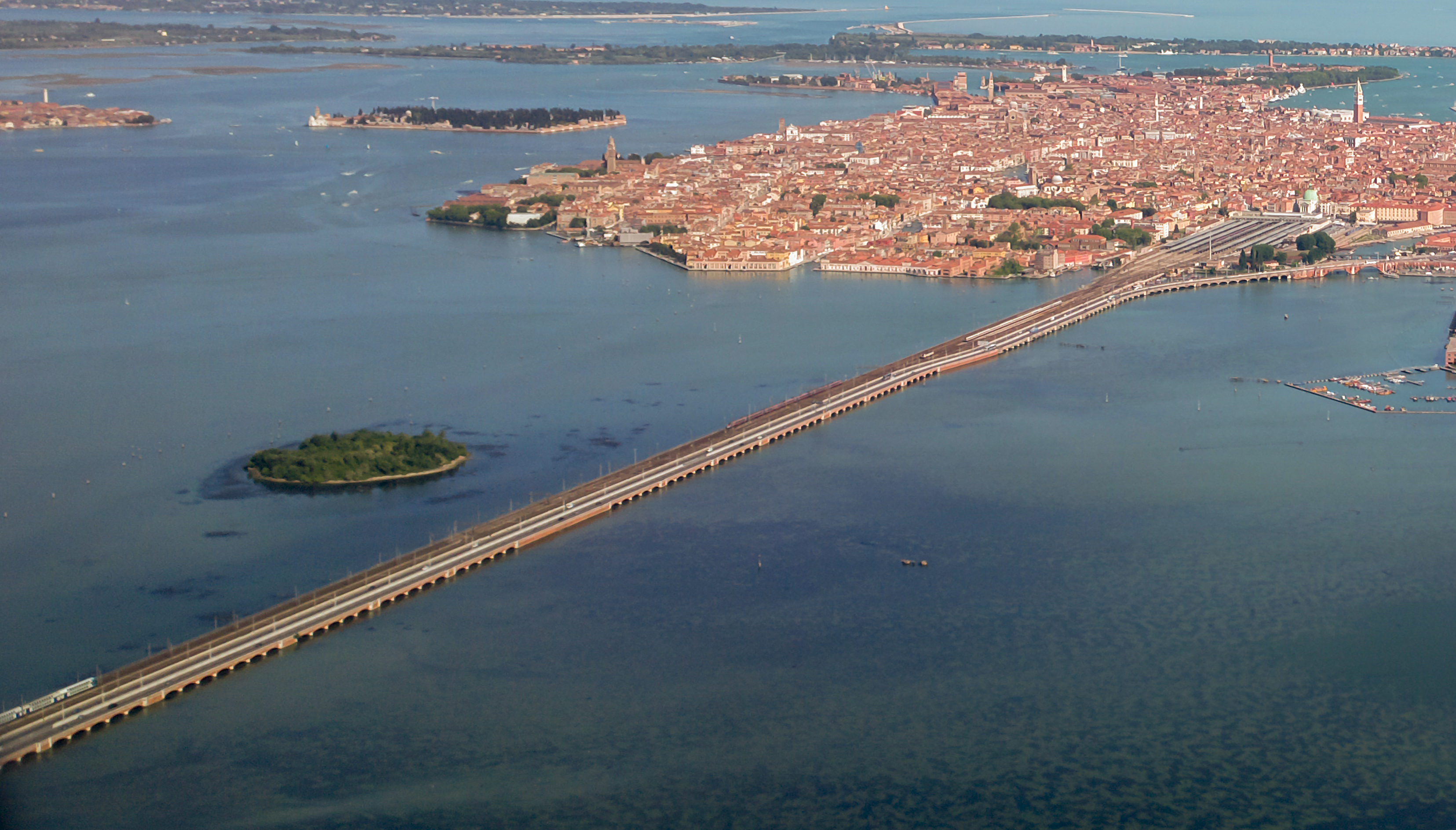
リベルタ橋

リベルタ橋（伊:Ponte della Libertà ＝「自由の橋」）は、ヴェネツィア島と本土のメストレ地区とを結んで、ヴェネツィアの潟に架かる鉄道橋及び道路橋。長さ3850m。自由橋とも表記される。1846年に鉄道橋が開通し、1933年に隣接して道路橋が開通した。

## 鉄道橋
ヴェネツィア本島と本土を鉄道で結ぶアイデアは1823年にルイージ・カサリーニによって提唱されたものにさかのぼり、その後にもいくつかの計画が提唱されたが、10年以上にわたって実行に移されたものはなかった。
1835年に、当時のロンバルド＝ヴェネト王国の2大都市であるミラノとヴェネツィアを結ぶ鉄道路線の建設計画がヴェネツィア商工会議所に提案されたことで、計画は急速に具体化に向かう。この計画では、ラグーンの上に長大な鉄道橋を通してヴェネツィア本島に乗り入れることになっていた。
鉄道線のルート決定にはこの後曲折を経ることになるが、橋自体の設計については1836年にトンマーゾ・メドゥナによって設計が開始された。1840年に鉄道敷設計画はオーストリア皇帝フェルディナント1世の認可を得た。1841年にはヴェネツィア総主教とロンバルド=ヴェネト副王ラニエーリ大公の臨席のもと、サンタ・ルチーア駅と橋本体の建設工事が開始された。
橋本体の工事は1845年10月末に、鉄道の敷設工事は1846年に完成し、1月11日に完成式典が行われた。
橋の基礎には75000本の松杭が用いられ、222個のアーチが連なっている。
1970年には、従来の複線から複々線に倍増させるため、隣接して新しい橋を架ける拡幅工事が行われた。

## 道路橋
州道11号線パダナ・スペリオーレ(イタリア語版)の東端区間にあたり、片側2車線(一部3車線)合計4車線に加えて、西側に自転車・歩行者の共用歩道を持つ。かつては東側(鉄道橋側)も歩行者が利用できたが現在は立ち入りが禁じられている。
エウジェニオ・ミオッツィの設計のもと、1931年の建設工事開始から開通まで18か月という短期間で完成し、1933年4月25日(ヴェネツィアの守護聖人である聖マルコの祝日)に開通した。開通式典には当時の王太子(サヴォイア公)ウンベルトと王太子妃マリア夫妻が臨席し、ベニート・ムッソリーニによって「リットリオ橋(Ponte Littorio)」と命名された。
この名前は国家ファシスト党との関連が深い名前であり、イタリアが第二次世界大戦で敗北したのちの1946年4月25日にファシスト政権からの解放を記念して「リベルタ橋」に改称された。
2015年にはメストレ地区側と本島を結ぶトラムが開業し、リベルタ橋を通ってヴェネツィア本島のローマ広場に乗り入れるようになった。